# Alfredo González Tahuilán
José Alfredo González Tahuilán (ur. 10 kwietnia 1980 w mieście Meksyk) – meksykański piłkarz występujący najczęściej na pozycji środkowego obrońcy, obecnie zawodnik Tijuany.

## Kariera klubowa
González Tahuilán pochodzi ze stołecznego miasta Meksyk i jest wychowankiem tamtejszego zespołu piłkarskiego Club América. W meksykańskiej Primera División zadebiutował za kadencji paragwajskiego szkoleniowca Carlosa Kiese – 15 sierpnia 1999 w wygranym 2:0 spotkaniu z Toros Neza. W wiosennym sezonie Verano rozgrywek 2001/2002 wywalczył z Américą tytuł mistrza Meksyku, jednak wystąpił wówczas tylko w jednym spotkaniu. Sukces w postaci mistrzostwa powtórzył także w fazie Clausura 2005 – wtedy dziewięciokrotnie pojawiał się na ligowych boiskach. Przez cały swój sześcioletni pobyt w pierwszej drużynie Amériki González Tahuilán nie potrafił sobie wywalczyć miejsca w wyjściowym składzie i pozostawał jedynie rezerwowym ekipy.
Latem 2005 González Tahuilán przeszedł do beniaminka pierwszej ligi – klubu San Luis FC. Już w swoim debiucie w nowym zespole strzelił swojego pierwszego gola w najwyższej klasie rozgrywkowej; 31 lipca 2005 w wygranej 2:1 konfrontacji z Tecos UAG. Szybko wywalczył sobie miejsce w wyjściowej jedenastce, zostając jednym z najważniejszych graczy drużyny i już pół roku później wywalczył z San Luis pierwszy poważny sukces w historii klubu – wicemistrzostwo Meksyku w sezonie Clausura 2006. Po czterech latach spędzonych w San Luis González Tahuilán został kupiony za sumę 1,4 miliona euro przez zespół Tigres UANL z siedzibą w mieście Monterrey. Tam przez pierwszy rok regularnie występował w pierwszym zespole, jednak później stracił pewne miejsce w Tigres i wiosną 2011 został wypożyczony na rok do ekipy Club Atlas.
Wiosną 2012 González Tahuilán podpisał kontrakt z drużyną Club Tijuana.
| Sezon     | Klub         | Kraj   | Rozgrywki        | Mecze | Bramki |
| --------- | ------------ | ------ | ---------------- | ----- | ------ |
| 1999/2000 | Club América | Meksyk | Primera División | 1     | 0      |
| 2000/2001 | Club América | Meksyk | Primera División | 7     | 0      |
| 2001/2002 | Club América | Meksyk | Primera División | 4     | 0      |
| 2002/2003 | Club América | Meksyk | Primera División | 0     | 0      |
| 2003/2004 | Club América | Meksyk | Primera División | 9     | 0      |
| 2004/2005 | Club América | Meksyk | Primera División | 14    | 0      |
| 2005/2006 | San Luis FC  | Meksyk | Primera División | 40    | 5      |
| 2006/2007 | San Luis FC  | Meksyk | Primera División | 33    | 1      |
| 2007/2008 | San Luis FC  | Meksyk | Primera División | 19    | 0      |
| 2008/2009 | San Luis FC  | Meksyk | Primera División | 36    | 3      |
| 2009/2010 | Tigres UANL  | Meksyk | Primera División | 34    | 0      |
| 2010/2011 | Tigres UANL  | Meksyk | Primera División | 0     | 0      |
| 2010/2011 | Club Atlas   | Meksyk | Primera División | 8     | 0      |
| 2011/2012 | Club Atlas   | Meksyk | Primera División | 2     | 0      |
| 2011/2012 | Club Tijuana | Meksyk | Primera División |       |        |